# 半人馬座T
半人馬座T，又名CD-32 9549，HD 119090、SAO 204739、HR 5147，是半人馬座的一颗恒星，视星等为6.05，位于銀經314.8，銀緯28.11，其B1900.0坐标为赤經13h 36m 1.6s，赤緯-33° 28.11′ 30″。